# Älvsereds församling
Älvsereds församling är en församling i Falkenbergs pastorat i Varbergs och Falkenbergs kontrakt i Göteborgs stift. Församlingen ligger i Falkenbergs kommun i Hallands län (Västergötland).

## Administrativ historik
Församlingen har medeltida ursprung.
Församlingen var till 1971 annexförsamling i pastoratet Mjöbäck, Holsljunga och Älvsered. Från 1971 till 2017 var den annexförsamling i pastoratet Fagered, Källsjö, Ullared och Älvsered. Församlingen ingår sedan 2017 i Falkenbergs pastorat.

## Kyrkor
- Älvsereds kyrka